# لندن بعد منتصف الليل
لندن بعد منتصف الليل (بالإنجليزية: London After Midnight)‏ هو فيلم صامت مفقود أمريكي من نوعية الرعب والغموض صدر عام 1927. الفيلم من إخراج تود براونينغ وبطولة لون تشاني، مارسيلين داي، كونراد ناغل، هنري بي والتهال وبولي موران.

## روابط خارجية
- لندن بعد منتصف الليل على موقع IMDb (الإنجليزية)
- لندن بعد منتصف الليل على موقع الموسوعة البريطانية (الإنجليزية)
- لندن بعد منتصف الليل على موقع ألو سيني (الفرنسية)
- لندن بعد منتصف الليل على موقع Turner Classic Movies (الإنجليزية)
- لندن بعد منتصف الليل على موقع أول موفي (الإنجليزية)
- لندن بعد منتصف الليل على موقع فيلمافينيتي (الإسبانية)
- لندن بعد منتصف الليل على موقع قاعدة بيانات الفيلم (الإنجليزية)
- لندن بعد منتصف الليل على موقع ليتربوكسد (الإنجليزية)
- لندن بعد منتصف الليل على موقع كينوبويسك (الروسية)